# 中島妙子
中島 妙子（なかじま たえこ、1990年10月24日 - ）は、日本の女優。元子役。東京都出身。ジェイ・クリップ所属。成城大学文芸学部芸術学科卒業。

## 出演

### テレビドラマ
- 宝引の辰捕者帳 第3話（1995年、NHK） - お組 役
- 麻意ちゃん、やさしさをありがとう（1998年、TBS） - みさき 役
- 氷炎 死んでもいい（1997年、フジテレビ） - 佐藤佐和 役
- はぐれ刑事純情派 13 第19話（2000年、テレビ朝日） - 澤田舞 役
- レッド（2001年、フジテレビ） - 片瀬麻美（幼少期） 役
- 火曜サスペンス劇場（日本テレビ）
  - 「幻の女」（2003年） - 入江薫 役
- 女と愛とミステリー（テレビ東京）
  - 「篝警部補の事件簿」 第1作（2003年） - 千都子 役
- ごくせん 3 第3話（2008年、日本テレビ） - 桃百合女子学院テニス部員 役
- イケ麺そば屋探偵〜いいんだぜ!〜 第11話（2008年、日本テレビ） - アナウンサー 役
- 名前をなくした女神 第3話（2011年、フジテレビ） - 堤奈緒 役
- らんま1/2（2011年、日本テレビ） - さとこ 役
- ゴーストママ捜査線〜僕とママの不思議な100日〜 第2話（2012年、日本テレビ） - 遥 役
- レジデント〜5人の研修医 第1話（2012年、TBS） - 青木奈那子 役
- DANCE&MUSIC 熱血学園ドラマ 押忍!!ふんどし部! シーズン1（2013年、テレビ神奈川） - ナカジマ 役
- 仮面ライダー鎧武/ガイム 第27話（2014年、テレビ朝日） - 助手 役
- ドラマスペシャル 遺留捜査 第3作（2014年、テレビ朝日） - 膳場美加 役

### 映画
- 相棒 -劇場版IV- 首都クライシス 人質は50万人! 特命係 最後の決断（2017年） - 天谷光代（若年期）

### テレビ番組
- ミュージカル・アニー 本番直前・24人の少女達の素顔（1996年、日本テレビ）
- SMAP×SMAP バッキー木村・小学生篇（1999年、フジテレビ）
- 紳助の謎と恐怖の大事件3（2003年、テレビ朝日） - 白井由佳 役
- テレビアニメ大追跡!（2003年、NHK）
- みごろ!たべごろ!ナントカカントカ 小倉学園（2003年、テレビ朝日） - レギュラー
- ジャガイモン（2009年、テレ朝チャンネル）
  - 第22回「第3回どうでもいい話」
  - 第23回「いとうゼミナール」
- 女優力（2010年、日本テレビ）
- NHK高校講座 ベーシック10（2010年、NHK） - 看護師 役

### 舞台
- アニー（1996年、青山劇場） - シンシア 役
- 新・西遊記II（1997年、前進座劇場） - ちび悟空 役
- 王様と私（1998年、青山劇場） - 王女&街の子 役
- TREASON RE（1999年、新宿シアターサンモール） - 綾子 役
- アニー クリスマスコンサート（2000年、青山劇場）
- ユー・ガット・ア・フレンド（2004年、青山円形劇場）
- サンゴクシ（2013年、全労済ホール スペース・ゼロ） - リョモウ 役
- 暁に焦がれて〜伝承 里見八犬伝〜（2015年、武蔵野芸能劇場） - 安西渚 役
- 十二夜（2015年、新宿村LIVE）

### CM
- 日本文化センター 集音器（1995年）
- ヨドバシカメラ（1996年）
- あさひ銀行（1996年）
- シマダヤ 「簡単麺」店頭CM（1997年）
- ロッテ チョコパイ（1999年）
- トミー おっきくなったくたくたピカチュウ（1999年）
- シヤチハタ 「潤芯」（2000年）
- 三菱・ミニカ（2000年）
- トミー リン風水羅盤（2001年）
- ダイエー お中元「うれしい笑顔」篇（2002年）
- 任天堂 ゼルダの伝説 神々のトライフォース&4つの剣（2003年）
- トミー フェアリーコール（2003年）
- 雪印メグミルク ヨーグルト（2003年）
- 東邦ガス企業CM 「雨の日に」篇（2007年）
- 花キューピット 店頭ポスター（2007年）
- ヨドバシカメラ（2007年）
- 積水ハウス グリーンファースト「父の思い」篇（2009年）
- ゆうちょ銀行 「ゆうちょつながるストーリー、真珠のネックレス」篇 ラジオCM（2011年）
- クボタ 企業CM「帰郷」篇（2011年）
- リクルート タウンワーク 「合唱商店街」篇（2013年）
- ヨドバシカメラ 「クリスマスセール」篇（2013年）
- ヨドバシカメラ 「新生活応援セール」篇（2014年）
- ヤクルト本社 ヤクルトレディ 第1話「笑顔の力」篇（2014年）
- P&G アリエール 「大消臭実験」篇（2015年）
- 日本調剤 「安心して長生きできる国へ」篇（2015年）
- モスバーガー 「モス最大の野菜量」篇（2015年）
- スマホアプリ戦国炎舞 「ナンバー1」篇（2015年）
- モスバーガー 「おはよう朝モス」篇（2015年）
- グアム政府観光局 「近バケーション Guam」篇、「Singing & Dancing」篇、「Guam or Hawaii」篇（2015年）
- モスバーガー 「モスチキン 歌うサンタ」篇（2015年）
- PCA会計ソフト 「マイナンバー」篇（2016年）
- 大正製薬 リポビタンファインプレシャス（2016年）
- 日本ユニセフ協会 「スマホで募金を始めようーかざして募金」篇（2016年）
- 花王 アタックNeo抗菌EX Wパワー 「冬こそ抗菌お洗たく! 汗臭菌」篇（2016年）
- 富士フイルム お正月を写そう♪2017「ましかくん登場」篇（2017年）
- 新ビオフェルミンS 「こんなとき・こんな方に」篇、「正しい飲み方」篇（2017年）
- JR東海エクスプレス・カード 予約（2017年）
- りらくる セラピスト募集「ピアニストを夢見た女性」篇（2017年）

### VP
- 東京ディズニーランド（1995年）
- やってみよう 調べ学習ビデオシリーズ（2001年、東映教育映像部） - 飯田美幸 役
- 大修館書店 中学校・高等学校 視聴覚教材「エイズ・性感染症とその予防」（2014年）

### Web
- アヴリル・ラヴィーン来日記念webドラマ「Make The Last Wish」（2008年）
- 太陽の蓋 スピンオフ web ドラマ 第3話（2016年） - 長倉さやか 役
- NTTコミュニケーションズ 未来動画 展示会・web公開映像（2016年） - ゆか 役

### イベント
- いきものがかりの みなさん、こんにつあー!! 2010 〜なんでもアリーナ!!!〜（2010年） - バックダンサー
- ミスDHC BEAUTY CAMPUS グランプリ2012（2012年）

### モデル
- ブライダルショー リーガロイヤルホテル早稲田（1998年）
- ペンティーズ HP用モデル（2003年）
- 武蔵越生高等学校 パンフレット&ポスター（2005年）
- DHCコミュニケーションスペース HP用モデル（2013年）
- ブライダルショー ヒルトン成田（2015年）